# Alain Robbe-Grillet

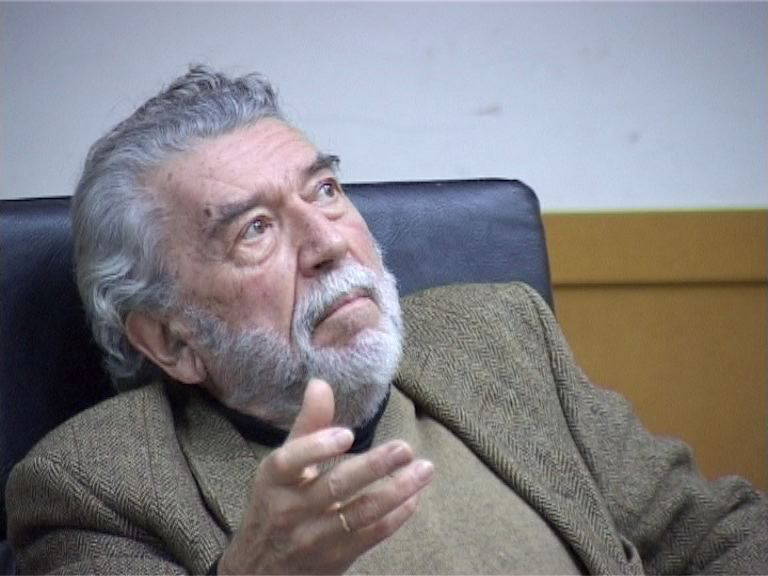
Alain Robbe-Grillet (2002)

Alain Robbe-Grillet (* 18. August 1922 in Brest; † 18. Februar 2008 in Caen) war ein französischer Agraringenieur, Filmemacher, Schriftsteller und Mitglied der Académie française.

## Werdegang
Alain Robbe-Grillet studierte Agrarwissenschaften und arbeitete zunächst am Nationalinstitut für Statistik in Paris. Während des Zweiten Weltkriegs musste er 1943 ein Jahr lang Arbeitsdienst in Nürnberg leisten.
Durch seine Werke gilt Robbe-Grillet als einer der Väter des Nouveau Roman – auch wenn er selbst darin weder eine Schule noch eine umfassende literarische Theorie sah. Der Begriff geht auf seinen Essay Pour un Nouveau Roman zurück. Dieser neue, nichtrealistische Roman soll weder die Wirklichkeit spiegeln noch Botschaften übermitteln, sondern literarische Formen und deren Entwicklung abbilden. Zwischen Gewalt und Erotik gleitet er stets nüchtern und metonymisch über Sinneseindrücke hinweg. Durch das stetige Ineinanderübergehen winziger Bilder von Lust und Schmerz und weniger in Rückgriff auf kohärente, narrative oder andere Sinnstrukturen gelang es Robbe-Grillet, nicht nur den Begriff von Literatur zu verändern, sondern auch der Aufmerksamkeit des Lesers Streiche zu spielen.
Alain Robbe-Grillet war seit 1957 mit der Schriftstellerin Catherine Robbe-Grillet verheiratet.

## Mitgliedschaften
Alain Robbe-Grillet wurde am 25. März 2004 in die Académie française gewählt.

## Schriften
Romane
- Un régicide. 1949
  - Übers. Eva Schewe: Ein Königsmord, nur im Doppelband zus. mit Momentaufnahmen. Frühe Prosa (in der Übers. durch Tophoven). Verlag Volk und Welt, Berlin 1983
- Les Gommes. 1953
  - Übers. Gerda von Uslar: Ein Tag zu viel. Wegner, Hamburg 1954
  - Übers. Gerda von Uslar: Die Radiergummis. Suhrkamp, Frankfurt 1989
- Le Voyeur. 1955
  - Übers. Elmar Tophoven: Der Augenzeuge. 1957
- La Jalousie. 1957
  - Übers. Elmar Tophoven: Die Jalousie oder Die Eifersucht. 1959
- Dans le labyrinthe. 1959
  - Übers. Elmar Tophoven: Die Niederlage von Reichenfels. 1960
- L’Année dernière à Marienbad – „ciné-roman“. 1961 (zahlreiche Neuauflagen)
  - Übers. Helmut Scheffel: Letztes Jahr in Marienbad. Hanser, München 1961
- La Maison de rendez-vous. 1965
  - Übers. Rolf Soellner, Hedda Soellner: Die blaue Villa in Hongkong. 1966
- Projet pour une révolution à New-York. 1970
  - Übers. Rolf Soellner, Hedda Soellner: Projekt für eine Revolution in New York. 1971
- Topologie d’une cité fantôme. 1976
  - Übers. Hans-Horst Henschen: Ansichten einer Geisterstadt. 1977
- Souvenirs du Triangle d’Or. 1978
- Djinn. 1981
  - Übers. Elmar Tophoven: Djinn. Ein rotes Loch im lückenhaften Pflaster. 1983
- La Reprise. 2001
  - Übers. Andrea Spingler: Die Wiederholung.[2]
- Un roman sentimental. 2007

Novellen
- Instantanés. 1962
  - Übers. Elmar Tophoven: Momentaufnahmen. 1963

Essays
- Pour un Nouveau Roman. 1963
  - Argumente für einen neuen Roman. Essays. Übers. Marie-Simone Morel, Helmut Scheffel u. a.
  - Dt. Auszug: Neuer Roman, neuer Mensch, in: Verena von der Heyden-Rynsch (Hg.): Vive la littérature! Französische Literatur der Gegenwart. Hanser, München 1989, S. 209–214. Übers. Marie-Simone Morel
- Le Voyageur. Textes, causeries et entretiens 1947–2001. Christian Bourgois, Paris 2001

Automythografien
- Le Miroir qui revient. 1985
  - Übers. Andrea Spingler: Der wiederkehrende Spiegel.
- Angélique ou l’enchantement. 1988
  - Übers. Andrea Spingler: Angélique oder die Verzauberung. Suhrkamp 1989
- Les derniers jours de Corinthe.
  - Übers. Andrea Spingler: Corinthes letzte Tage. Suhrkamp 1997

Textsammlung
- Warum ich Roland Barthes liebe. Hg. Olivier Corpet, Übers. Philipp Rang. Edition Suhrkamp 2700, 2017[3]

## Filmografie
- 1961: Letztes Jahr in Marienbad (L’année dernière à Marienbad) (Drehbuch)
- 1963: Die Unsterbliche (L’Immortelle)
- 1966: Trans-Europ-Express
- 1968: L’homme qui ment
- 1970: L’Éden et après
- 1974: Das beständige Gleiten der Begierde (Glissements progressifs du plaisir)
- 1975: Le Jeu avec le feu
- 1983: La belle captive
- 1995: Un bruit qui rend fou
- 2006: C’est Gradiva qui vous rappelle

## Einzelbelege
1. ↑  Peter Mohr: Zum 100. Geburtstag von Alain Robbe-Grillet. In: TITEL-Kulturmagazin. 17. August 2022, abgerufen am 9. Juli 2024 (deutsch).
2. ↑  Spingler in der Übersetzer-Datenbank des VdÜ, 2019
3. ↑  Beinahe 30 Jahre lang bestand eine Freundschaft zwischen Robbe-Grillet und Barthes. Sie begann 1953, als Barthes Die Radiergummis als »gelungen«, weil »avantgardistisch« lobte. Danach entwickelte sich eine enge Beziehung zwischen dem Romancier Robbe-Grillet, der in dem Theoretiker den Schriftsteller lobte, und dem Semiologen Barthes, der im Romanautor den praktizierenden Philosophen der écriture schätzte. Die Stellungnahmen von Robbe-Grillet zu Barthes zeigen ein Spannungsfeld zwischen der Lust am Text und der Lust am Spiel mit der Fiktion, in dem sich die französische Literatur in der 2. Hälfte des 20. Jahrhunderts entwickelte.

| Personendaten    | Personendaten                                |
| ---------------- | -------------------------------------------- |
| NAME             | Robbe-Grillet, Alain                         |
| KURZBESCHREIBUNG | französischer Schriftsteller und Filmemacher |
| GEBURTSDATUM     | 18. August 1922                              |
| GEBURTSORT       | Brest, Frankreich                            |
| STERBEDATUM      | 18. Februar 2008                             |
| STERBEORT        | Caen, Frankreich                             |